# Xorides maculipennis
Xorides maculipennis là một loài tò vò trong họ Ichneumonidae.